# Mariusz
Mariusz – imię męskie pochodzenia łacińskiego. Wywodzi się od nazwy rzymskiego rodu Mariuszów lub imienia boga wojny Marsa. W Polsce od XIII wieku.
W styczniu 2024 w rejestrze PESEL, wśród publicznie dostępnych danych, wykazano 286869 mężczyzn o imieniu Mariusz nadanym jako imię pierwsze (17. imię pod względem liczebności wystąpień) oraz 98875 mężczyzn noszące imię Mariusz jako imię drugie. Dla porównania, najczęściej nadane jako męskie imię pierwsze – Piotr, nosi 689313 osób.
Mariusz imieniny obchodzi: 19 stycznia, 4 lutego, 9 lutego, 8 czerwca, 31 grudnia. Najpopularniejsza data to 19 stycznia – dzień męczeńskiej śmierci św. Mariusza, który został zamordowany za panowania cesarza rzymskiego Dioklecjana.

## Imię Mariusz w innych językach[8]
- język angielski – Marius
- język arabski – ‏ماريو‎
- język chiński – 马里奥 (Mǎ lǐ ào)
- język chorwacki – Marijo
- język czeski – Marius
- język duński – Marius
- język emilijski – Màriu
- język farerski – Marius
- język fiński – Marius
- język francuski – Marius
- język galicyjski – Mario
- język grecki – Μάριος (Marios)
- język hiszpański – Mario
- język islandzki – Maríus
- język japoński – マリオ (Mariushu)
- język koreański – 마리오 (Malio)
- język litewski – Marius
- łacina – Marius
- język niderlandzki – Marius
- język niemiecki – Marius
- język norweski – Marius
- język portugalski – Mário
- język rosyjski – Мариус
- język rumuński – Marius
- język serbsko-chorwacki – Marij
- język serbski – Марио
- język słowacki – Márius
- język słoweński – Marij
- język szwedzki – Marius
- język tagalski – Mario
- język tajski – มาริโอ
- język turecki – Mario
- język ukraiński – Маріус
- język węgierski – Máriusz
- język włoski – Mario.

## Patroni
- św. Mariusz żyjący w III wieku. Zginął śmiercią męczeńską wraz z całą rodziną (żoną Martą i synami: Abakukiem i Audyfaksem) za panowania Dioklecjana[7].
- św. Mariusz z Aventicum (532–594) – biskup szwajcarski, autor kroniki[7].

## Postaci noszące imię Mariusz
- Gajusz Mariusz – wódz rzymski (156 p.n.e.–86 p.n.e.)
- Mariusz – rzymski uzurpator w Galii z 269 roku n.e.
- Mario Andretti – kierowca wyścigowy, mistrz Formuły I
- Mariusz Anikiej − polski piosenkarz
- Mario Balotelli – włoski piłkarz
- Mario Benedetti – urugwajski dziennikarz, nowelista i poeta
- Mariusz Benoit – polski aktor
- Mariusz Bieniek – polski samorządowiec i działacz społeczny
- Mario Bischin – rumuński piosenkarz
- Mariusz Błaszczak – polski polityk
- Mariusz Bonaszewski – polski aktor
- Mario Cipollini – włoski kolarz szosowy
- Mariusz Czajka – polski aktor i komik
- Mariusz Czerkawski – hokeista, zawodnik ligi NHL
- Mariusz Czubaj – polski pisarz
- Mariusz Dmochowski – aktor, poseł
- Mariusz Drężek – aktor
- Mariusz Fyrstenberg – polski tenisista
- Mario Gallo – argentyński reżyser i producent filmowy
- Mario Ghella – włoski kolarz torowy, mistrz olimpijski i mistrz świata
- Mario Götze – niemiecki piłkarz, mistrz świata
- Mariusz Gulczyński – profesor politologii
- Mario Innauer – austriacki skoczek narciarski
- Mariusz Jakus – polski aktor
- Mariusz Jurasik – polski piłkarz ręczny, medalista mistrzostw świata
- Mariusz Kałamaga – członek kabaretu Łowcy.B
- Mario Kempes – argentyński piłkarz, mistrz świata
- Mariusz Kiljan – polski aktor
- Mariusz Max Kolonko – dziennikarz
- Mariusz Kwiecień – polski śpiewak
- Marius Lăcătuș – rumuński piłkarz, jako gracz klubu Steaua Bukareszt zdobywca w 1986 roku Pucharu Mistrzów oraz Superpucharu Europy
- Mario Lemieux – kanadyjski hokeista, mistrz olimpijski
- Mariusz Leszczyński – polski duchowny katolicki
- Mariusz Lewandowski – polski piłkarz występujący w Szachtarze Donieck i reprezentacji narodowej
- Marius Lindvik – norweski skoczek narciarski
- Mario Vargas Llosa – peruwiański pisarz, laureat Nagrody Nobla w dziedzinie literatury w 2010
- Mario Luzi – włoski poeta
- Mario Mandžukić – chorwacki piłkarz, jako gracz klubu Bayern Monachium zdobywca w 2013 roku Pucharu Mistrzów oraz Superpucharu Europy
- Mario Matt – austriacki narciarz alpejski, mistrz olimpijski i mistrz świata
- Mariusz Merkator (IV/V wiek) – łaciński pisarz, teolog chrześcijański, przyjaciel Augustyna z Hippony
- Mariusz Milski – polski poeta
- Mario Molina – meksykański chemik atmosfery, laureat Nagrody Nobla
- Mario Monti – włoski polityk
- Mario Moretti – terrorysta i przywódca Czerwonych Brygad
- Mario Opinato – włoski aktor telewizyjny, teatralny i filmowy, tancerz
- Marius Petipa – francuski choreograf
- Mariusz Pudzianowski – polski zawodnik Strong-Man oraz MMA
- Mario Puzo – amerykański pisarz pochodzenia włoskiego, autor Ojca chrzestnego
- Mariusz Prudel – polski siatkarz, reprezentant Polski, wicemistrz Europy w siatkówce plażowej w klasie U20
- Mariusz Rowicki – polski judoka
- Mariusz Sabiniewicz – polski aktor, który zyskał popularność rolą w serialu M jak miłość
- Mario Sironi – włoski malarz
- Mariusz Siudek – polski łyżwiarz figurowy
- Mariusz Skrzesiński – polski judoka
- Mário Soares – były prezydent Portugalii
- Mariusz Sordyl – polski siatkarz
- Mariusz Szczerski – polski piosenkarz
- Mariusz Szczygieł – dziennikarz
- Mariusz Śrutwa – polski piłkarz i dziennikarz sportowy
- Mariusz Totoszko – polski wokalista i członek grupy Volver
- Marius Trésor – były francuski piłkarz, znalazł się w FIFA 100
- Mariusz Trynkiewicz – polski seryjny morderca, przestępca seksualny oraz porywacz
- Marius Urzică – rumuński gimnastyk, czterokrotny medalista olimpijski, mistrz olimpijski
- Mario Vallotto – włoski kolarz torowy, mistrz olimpijski oraz wicemistrz świata
- Mario Van Peebles – amerykański aktor
- Mariusz Wach – polski bokser
- Mariusz Walter – wiceprezes grupy ITI
- Mariusz Węgłowski – polski aktor, prezenter telewizyjny i piosenkarz
- Mariusz Wilczyński – polski reżyser filmów animowanych
- Mariusz Witczak – polski polityk, senator RP
- Mariusz Wlazły – polski siatkarz, mistrz świata
- Mário Zagallo – brazylijski piłkarz i trener piłkarski, mistrz świata
- Mario Zanin – włoski kolarz szosowy, mistrz olimpijski
- Mariusz Zaruski – polski wojskowy oficer, pionier żeglarstwa, taternik.